# 입방뼈

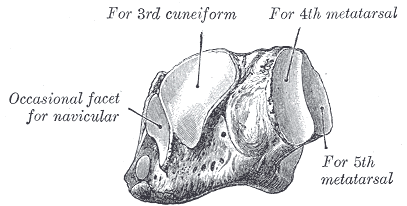

입방뼈(Cuboid bone) 또는 입방골은 발목뼈 근위열 중 하나이다. 발꿈치뼈(calcaneus)와 목말뼈(talus)와 함께 발목뼈 근위열에 포함된다.

## 같이 보기
- 뼈
- 너클본스